# Josip Pavlišić
Msgr. Josip Pavlišić (28. prosinca 1914., Stari Pazin - 9. prosinca 2005. Rijeka) bio je hrvatski katolički svećenik i riječko-senjski nadbiskup.

## Životopis
Rođen je 1914. u župi Stari Pazin školovao se u Gorici i Kopru, a teologiju je završio u Gorici gdje se i zaredio 1938. Najprije je službovao kao župnik u raznim mjestima te je preuzeo službu duhovnika u pazinskom sjemeništvu. Jedan je od onih koji je zaslužan za otvaranje klasične gimnazije u Pazinu u prosincu 1945. te je zajedno s Božom Milanovićem zaslužan da se gimnazija očuva do današnjih dana.
U prosincu 1951. imenovan je pomoćnim biskupom senjsko-modruškim, a mjesec dana kasnije je i zaređen za biskupa. Kao pomoćni biskup zaslužan je u radu i očuvanju Bogoslovnog fakulteta i osnove škole u Rijeci, a pogotovo se zalagao za gradnju sjemeništa. Jerdan je od onih koji su sudjeloivali u osnivanju Riječko-senjske nadbiskupije 1969. kada je i postao biskup koadjutor, a 1974. postao je nadbiskup i metropolit. 1990. postao je nadbiskup u miru, a umro je 2005. u Rijeci gdje je i pokopan u katedrali.